# 蒜
蒜是石蒜科葱属的一种植物，亦名大蒜，因原产于中亚及西亚（即中国古代所称的西域），得古名「胡蒜」。蒜有两个自然亚种，人工培育的品种多达上百个。其地下鳞茎味道辛辣，有刺激性气味，称为蒜头，可作调味，亦可入药，為佛教中的五辛之一。蒜叶称为青蒜或蒜苗，花薹称为蒜薹，均可作菜蔬食用。
蒜在世界多地被人类食用、药用的历史长达数千年，栽培广泛，尤其在古埃及、地中海地区及亚洲多地有着深远的文化影响。现世界各国均出产大蒜，最大的生产国为中国。

## 歷史
大蒜原產於亞洲中部或西亞地區，位置是現在的印度西北、阿富汗、烏茲別克、喀什米爾一帶。公元前2780至2100年古埃及已有栽種蒜的紀錄。中國在漢朝時由張騫自西域引進栽培，在臺灣則於300年前自大陸引進。張華《博物志》卷六記載：「張騫使西域還，得大蒜、番石榴、胡桃、胡蔥、苜蓿、胡荽」，北魏賈思勰《齊民要術·種蒜篇》又述：「張騫周流絕域，始得大蒜、葡萄、苜蓿」；又引晋郭义恭《广志》：“蒜，有胡蒜，小蒜。”
“蒜”在中國最早見諸《夏小正》一书，最初指的是卵蒜，即小蒜。

## 形态
蒜是多年生宿根草本植物，叶狭长而扁平，淡绿色，表面有蜡粉；地下鳞茎由灰白色的膜质外皮包裹，内有小鳞茎，称“蒜瓣”，由茎盘上每个叶腋中的腋芽膨大而成，靠近中心的蒜瓣更细小。每头鳞茎一般有10-20瓣，不分瓣的大蒜品种称为独子蒜。在北半球多于每年的七月至九月开花，花序高挺，高可达1米，花双性，花瓣一般为粉紫色，传粉者包括蝴蝶、蛾类等昆虫。

## 命名
“蒜头”，很多人也会称为“大蒜”。将其种在土壤中或浅水中，刚开始会长出有些像小葱的绿色的嫩苗，有的地区将此嫩苗也称为“大蒜”，但也有很多地区将此绿苗称为“蒜苗”，还有地区称此嫩苗为“葱花”。蒜头继续生长到开花期，会长出较硬的花柄托住上面的花，有的地区称此花柄为“蒜苗”，但很多地区称此花柄为“蒜薹”。
北京附近的叫法：①“蒜头”→ ②“大蒜”或“青蒜”（嫩苗）→ ③“蒜苗”（花柄）。
东北、河南、江西、四川等地的叫法：①“蒜头”或“大蒜”→ ②“蒜苗”→ ③“蒜薹”。（此说法分布地区似乎较为广泛。）
湖北的叫法：①大蒜頭 （根部）、“蒜头”或“大蒜”（葉部）→ ②“小葱”→ ③“蒜苗”或“蒜薹”。
河北的叫法：“蒜薹”。
蒜的英文名称garlic在古英文中作garleac，由gar（意思为spear，矛或枪）和leac（意思为leek，韭葱）结合而成。蒜的英文名称中之所以含leek和spear这两个成分是因为蒜的形状似韭葱，而小鳞茎（clove）又形似矛头（spearhead）的缘故。
日語中的「大蒜」一詞與“忍辱”同音，此字源於佛教僧人之間的隱語。大蒜在佛教被視為五辛之一，因此和尚們不能食用，必須要忍辱控制自己想吃大蒜的想法。久而久之，“忍辱”就成了大蒜的代稱，但如今大多以假名替代。

## 品种

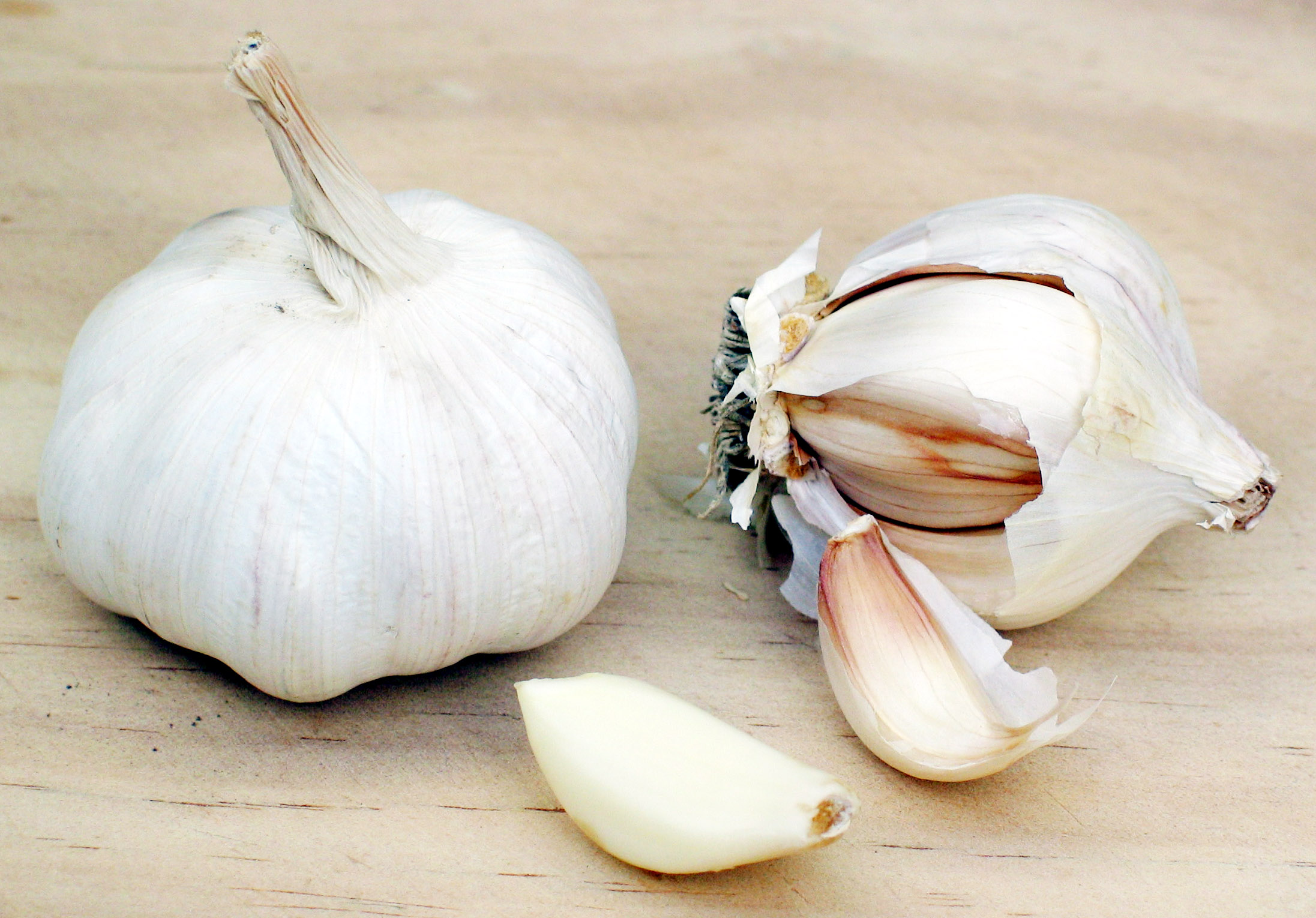
蒜頭和蒜瓣

大蒜的品种繁多，按照鳞茎外皮的色泽可分为紫皮蒜与白皮蒜两种。紫皮蒜的蒜瓣少而大，辛辣味浓，产量高，多分布在华北、西北与东北等地，耐寒力弱，多在春季播种，成熟期晚；白皮蒜有大瓣和小瓣两种，辛辣味较淡，比紫皮蒜耐寒，多秋季播种，成熟期略早。

### 中國大陸
中国传统蒜种为独子蒜。广东开平特产金山火蒜就是一种加工过的独子蒜。如今的分瓣大蒜乃张骞出使西域后引入。在中国大陆，大白蒜绝大部分产于河南、山东，江苏、新疆也产一些；四六瓣蒜大多产于陕西、河北；红皮蒜大多产于山东、云南、四川；最好的独子蒜在云南洱源县；蒜种一般产于四川、江苏等地。相对来说白蒜产量多，味道淡，含油低；红蒜及独子蒜产量少，味道辣，香，含油高。
位于山东省的金乡县被誉为“中国大蒜之乡”。除此之外，还有以下较为著名的产地：
- 广西：玉林市仁东镇。
- 山东：临沂市兰陵县、济南市商河县、原莱芜市、东营市广饶县、聊城市茌平区、菏泽市成武县，安丘市（潍坊市代管）。
- 江苏：邳州市（徐州市代管）、徐州市丰县、盐城市射阳县、太仓市（苏州市代管）。
- 河北：邯郸市永年区、大名县北部。
- 河南：开封市杞县、郑州市中牟县贺兵马村。
- 上海：嘉定区。
- 安徽：亳州市、滁州市来安县。
- 四川：成都市温江区、彭州市。
- 云南：大理市。
- 陕西：兴平市。
- 新疆

### 臺灣
云林、嘉义。

### 泰国
泰国北部亦出产独子蒜，名为Kratiem tone。

## 用途
蒜的鳞茎（即大蒜、蒜头）是人类日常生活中不可缺少的调料，生食加热均可。蒜在烹调鱼、肉、禽类和蔬菜时有去腥增味的作用，特别是在凉拌菜中，既可增味，又可杀菌。中餐亦有将大蒜腌渍后的小菜，如糖蒜（白糖、白醋腌制）和腊八蒜（米醋腌制）。蒜薹和蒜苗在中餐中经常作为蔬菜，烹调后食用。欧美西餐中，则常以大蒜配合橄榄油炒香增味，中餐亦用，只是改用中国常见的花生油、豆油等类。
蒜含有大蒜素。《本草纲目》記載蒜可治療便毒諸瘡、產腸脫下、小兒驚風。現代醫學認為大蒜能提高免疫力，提高人體淋巴T細胞、巨噬細胞等免疫系統轉化能力。將新鮮的大蒜切片或搗碎後生吃有助於心臟健康。醫學上被用來驅除腸內的寄生蟲。此外，有研究认为大蒜中的有機硫化合物能有效抑制大腸癌細胞。
一般的大白蒜在60℃左右高濕條件下加熱一個月以上，会成为黑蒜（日语：黒にんにく）。將大白蒜連皮 (用布抹乾淨)放入電飯煲裡，設定「保溫」狀態12天，取出並風乾5天亦可制成黑蒜。
黑蒜在經過長時間的發酵熟成後，大蒜中所含的蛋白質被分解成胺基酸，碳水化合物被分解成單糖，原本容易造成打嗝、異味的蒜素成分在發酵過程中，也轉化成沒有刺鼻異味的含硫化物，口感變得更好、更易入口。

## 宗教含義
在歐洲大蒜被認為可以驅走一般的吸血鬼。
蒜為佛教、道教五葷之一，認為會引發情慾，不利修佛。

### 書籍
- 陳彥甫. . 康鑑出版社. 2014-03-19. ISBN 5443023438 （中文（臺灣））.

### 資料庫
- 昆明植物研究所. . 《中国高等植物数据库全库》. 中国科学院微生物研究所.   [2009-02-24]. （原始内容存档于2015-04-02）.
- 蒜, 【英文名稱】Garlic【拉丁學名】Allium sativum L.  （页面存档备份，存于） 藥用植物圖像數據庫 (香港浸會大學中醫藥學院) （繁體中文）

## 延伸阅读
[在维基数据编辑]
 《欽定古今圖書集成·博物彙編·草木典·蒜部》，出自陈梦雷《古今圖書集成》
 《植物名實圖考·蒜》，出自吳其濬《植物名實圖考》

## 外部連結
- 大蒜品种图集
- . 藥用植物圖像數據庫 (香港浸會大學中醫藥學院).   [2011-12-01]. （原始内容存档于2017-02-10）.
- 蒜頭醋做法教學 （页面存档备份，存于） 營養師幫你一次就上手